# 스포르팅 샤를루아
루아얄 샤를루아 스포르팅 클뢰브(Royal Charleroi Sporting Club) 또는 스포르팅 샤를루아(Sporting Charleroi)는 벨기에의 축구 클럽으로 샤를루아를 연고지로 한다. 2020-21 시즌에는 주필러 프로 리그에 참가하고 있다.

## 선수 명단

### 현역
참고: FIFA 자격 규정에 따라 소속된 국가대표팀 국기를 표시합니다. 선수는 복수의 FIFA 비회원국 국적을 가지고 있을 수 있습니다.
| 번호 | 포지션 | 국적   | 이름          |
| ---- | ------ | ------ | ------------- |
| 6    | MF     | 알제리 | 아뎀 조르가네 |

| 번호 | 포지션 | 국적   | 이름          |
| ---- | ------ | ------ | ------------- |
| 56   | MF     | 모로코 | 아민 부카미르 |
| 70   | MF     |        | 알렉시 플립스 |
| 99   | FW     |        | 그레존 키에이 |

## 역대 감독
| 감독            | 임기        |
| --------------- | ----------- |
| 로베르 와세주   | 1992 ~ 1994 |
| 조르주 레이컨스 | 1994 ~ 1995 |
| 로베르 와세주   | 1997 ~ 1999 |